# Atranjikhera
Atranjikhera is een archeologische vindplaats in het Etahdistrict in Uttar Pradesh in India aan de Oost-Kali. Dit was in de vedische tijd het gebied van Panchala. In 1862 identificeerde Alexander Cunningham van de Archaeological Survey of India (ASI) de site al, maar het zou tot 1962 duren tot R.C. Gaur begon aan opgravingen. Hij onderscheidde zeven periodes:
- periode I, 2000-1500 v.Chr., ochre coloured pottery (OCP)
- periode II, 1450-1200 v.Chr., zwart-en-rood aardewerk
- periode III, 1200-600 v.Chr., painted grey ware-cultuur
- periode IV, 600-50 v.Chr., northern black polished ware-cultuur:
  - periode IVa, 600-500 v.Chr.
  - periode IVb, 500-350 v.Chr.
  - periode IVc, 350-200 v.Chr.
  - periode IVd, 200-50 v.Chr.
- periode V, 50 v.Chr.-350 n.Chr., rood Kushana-aardewerk
- periode VI, 350-1100, Gupta-beeldhouwkunst
- periode VII, 1100-1650, middeleeuws geglazuurd aardewerk

Aan het einde van de vedische tijd vond de tweede verstedelijking plaats en de overgang van dorp naar stad is terug te zien in Atranjikhera van periode III naar periode IV.

## Ochre coloured pottery
Van ochre coloured pottery wordt betwijfeld of dit wel een enkele cultuur betrof. Het aardewerk is slecht gedefinieerd, zowel in geografisch voorkomen als in vorm van het aardewerk. Overeenkomsten van aardewerk kunnen voortvloeien uit de omstandigheden van de eeuwenlange conservatie, wat niet betekent dat deze gemaakt zijn door een enkele cultuur met een onderscheidende functie, manier van vervaardiging en stijl van het betreffende keramiek. Dit heeft ertoe geleid dat okerkleurige scherven van zeer verschillende sites als OCP zijn aangemerkt. Ook de relatie die werd gelegd met de copper hoards was voer voor discussie. Deze associatie met kopervondsten maakte nogal eens dat keramiek dat in de buurt van copper hoards aan werd getroffen, direct als OCP werd geclassificeerd. Ook behoort waarschijnlijk niet elke kopervondst tot de copper hoard-cultuur.
Waar bij westelijke OCP-sites een overgang is te zien tussen laat-Harappa en OCP, geldt dat niet voor oostelijker sites als Atranjikhera, Lal Qila en Saipai. Ook zijn hier weinig copper hoard-vondsten gedaan. Suraj Bhan verdeelde OCP dan ook in twee groepen op basis van Harappaanse invloed. Groep A bevatte bij hem laat-Harappaanse, Cemetery H en andere invloeden, terwijl groep B alleen andere invloeden kende. Tussen deze twee groepen zag hij grote typologische verschillen. Bij groep A zag hij grote overeenkomsten met Bargaon en Alamgirpur, afgezien van de klassieke Harappaanse vormen. Volgens Bhan was groep A dan ook ontstaan door de menging van Harappaanse invloeden en die van de Sothi-Siswalcultuur. Groep B zou zijn voortgekomen uit een latere Siswal-traditie zonder Harappaanse invloeden. Voor Bhan was de naam ochre coloured pottery dan ook onbruikbaar, aangezien het meer over de staat van conservering vertelde dan over de culturen die het aardewerk gemaakt hadden. Hij stelde dan ook voor om de twee groepen te noemen naar respectievelijk Ambkheri en Atranjikhera.
Y.D. Sharma schetste het beeld dat al het slechtgebakken rode aardewerk dat in de boven-doab gevonden werd als OCP aangemerkt werd, zeker als het onder painted grey ware lag. Als het geassocieerd werd met kopervondsten werd zelfs duidelijk Harappaans aardewerk zo aangemerkt. Zo kwam Sharma tot vijf categorieën OCP:
- Harappa
- Bahadrabad
- Atranjikhera
- Lal Qila
- Saipai

Er zijn uit deze periode maar weinig stenen gevonden, wel enkele lemen huizen die gebouwd zijn met vitselstek, bepleisterd riet. De gewassen uit deze periode waren rijst, gerst en peulen.

## Zwart-en-rood aardewerk
Ook voor zwart-en-rood aardewerk geldt dat het gezien de wijde verspreiding in zowel ruimte als tijd niet een enkele archeologische cultuur betreft. Mortimer Wheeler onderscheidde hier wat hij noemde Satavahana-aardewerk als aparte fase, later bekend als zwart-en-rood aardewerk (black-and-red ware, BRW). In deze periode werden geen ijzeren artefacten gevonden, wel stenen werktuigen. Waarschijnlijk werden de gewassen uit de vorige periode ook in deze periode geteeld en ook mungbonen zijn hier gevonden.

## Painted grey ware
De PGW-fase volgde met een breuk op de BRW-fase. Uit deze periode zijn ijzeren artefacten gevonden en de aanwezigheid van ovens en slakken suggereert dat hier niet alleen ijzeren voorwerpen werden gemaakt, maar dat ijzer ook ter plaatse werd gesmolten.

## Northern black polished ware
Er was een overlap tussen de PGW- en de eerste NBPW-fase, waarin het aantal PGW-scherven langzaam afneemt. Het NBPW is weliswaar zwart aan de buitenzijde, maar grijs aan de binnenzijde. In periode IVb ontstond een grotere variatie in vorm en afwerking. Ook kwam er rood en grijs aardewerk voor.
De nederzetting groeide sterk in omvang, naar zo'n 46 ha, en kreeg ook kenmerken van urbanisatie, met huizen gemaakt van bakstenen en een ommuring. Ook werden er in de vroege periode terracotta's gevonden. Aan het einde van periode IVb werden ook een zilveren gestempelde munt en een koperen munt gevonden. De gestempelde munt had onder meer een zon en een zesarmig symbool, het teken van Magadha. Over de gehele NBPW-periode werden 38 koperen en 338 ijzeren voorwerpen gevonden.
Tijdens periode IVd viel de stad mogelijk binnen het Shunga-rijk van Sujyeshtha. Uit deze periode stamt ook een tempel die waarschijnlijk gewijd was aan Lakshmi.